# إليفتيريوس شوتيسيوتيس
إليفتيريوس شوتيسيوتيس (باليونانية: Λευτέρης Χουτεσιώτης)‏ (20 يوليو 1994 باليونان - ) هو لاعب كرة قدم يوناني في مركز حراسة المرمى. شارك مع منتخب اليونان تحت 17 سنة لكرة القدم ومنتخب اليونان تحت 19 سنة لكرة القدم ومنتخب اليونان تحت 21 سنة لكرة القدم. أما مع النوادي، فقد لعب مع نادي أولمبياكوس.

## روابط خارجية
- إليفتيريوس شوتيسيوتيس على موقع Soccerway.com (الإنجليزية)